# Crocidophora coloratalis
Crocidophora coloratalis is een vlinder van de familie van de grasmotten (Crambidae). De wetenschappelijke naam van deze soort is voor het eerst voorgesteld door Willie Horace Thomas Tams in een publicatie uit 1927.
De soort komt voor in China.